# 圖釘

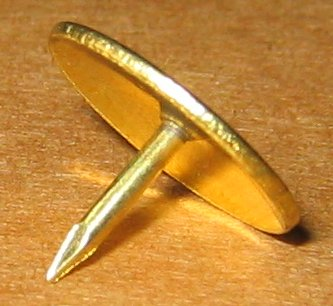
常見的黃銅色扁式圖釘。

圖釘是一種以金属製成、下端尖銳、上部有明顯圓蓋的釘子；通常用來將文件固定在壁面(例如軟木板)上；其上部圓盤的設計使得圖釘非常容易插上及取下。

## 圖釘的種類

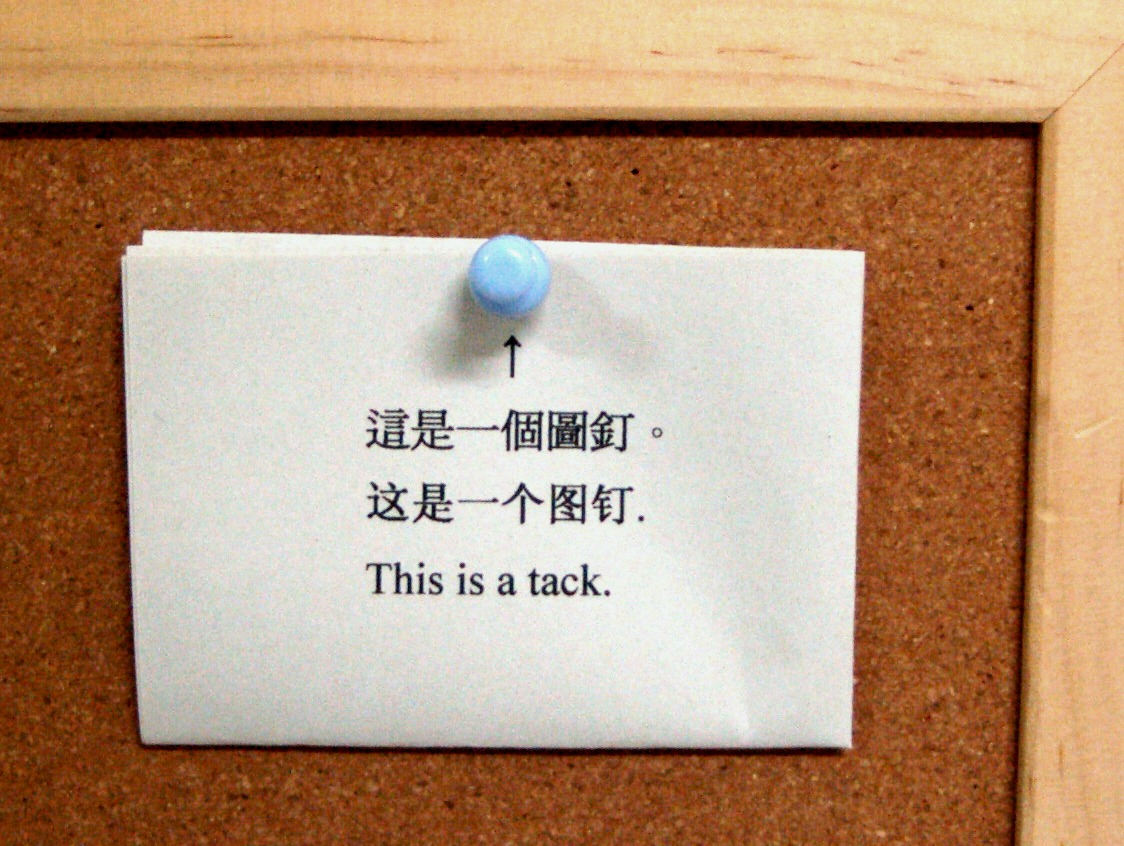
用美式圖釘將紙張釘在軟木板上。

### 扁式圖釘
最常見的圖釘，是帶有黃銅色扁頭的扁式圖釘，為了使其更引人注意，某些還改為塑膠製的彩色扁頭。

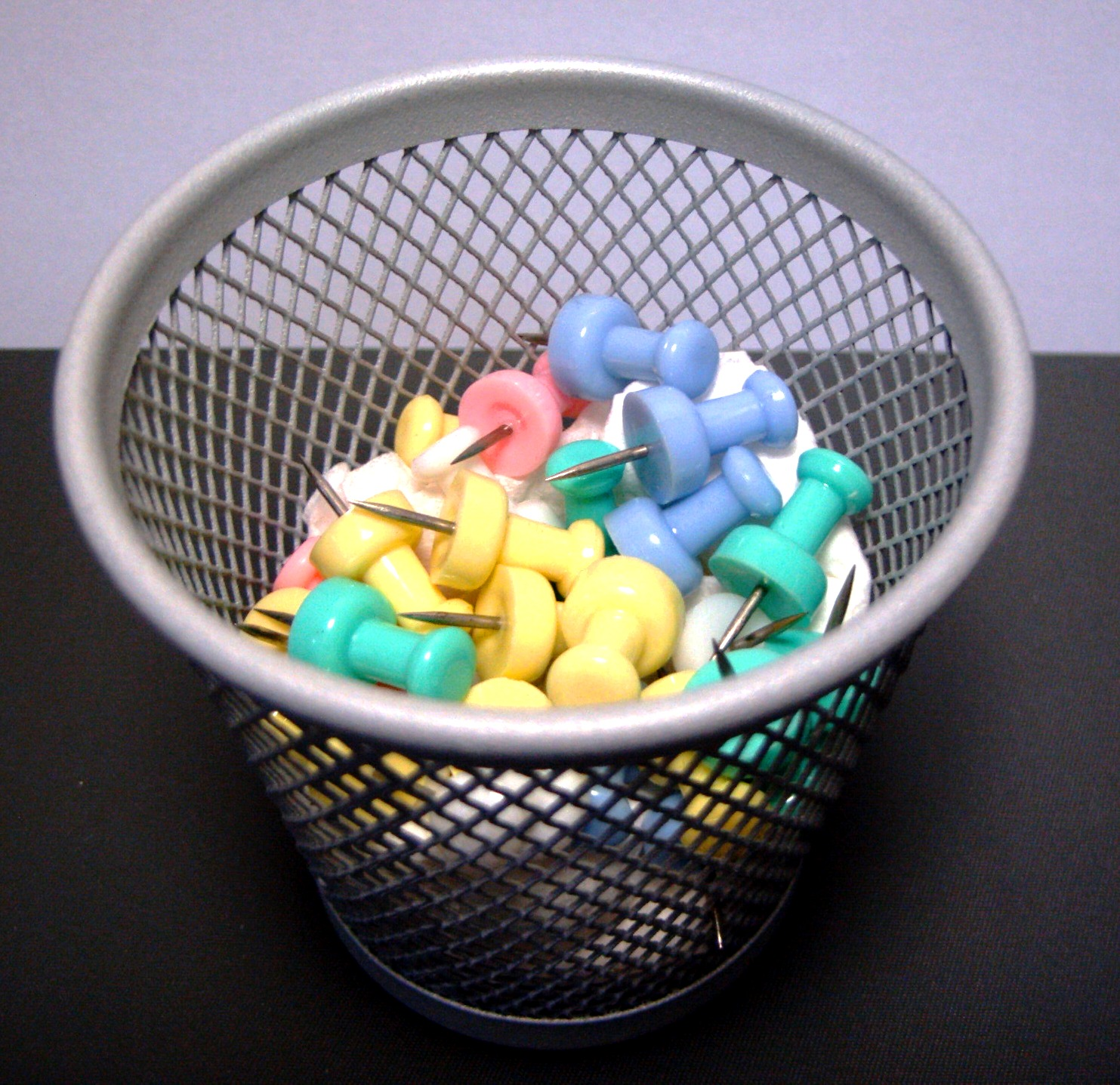
常見的美式圖釘

### 美式圖釘
美式圖釘(map pins或pushpins)也是一種常見的圖釘，此種圖釘的上端有明顯的把柄，這樣的設計使其固定文件時把柄仍然是凸出的，容易快速地取下。另外由於明顯易見的把柄，這種圖釘常被特別用來標示地圖上的特定地點。

## 歷史
美式圖釘最早是由艾德溫·摩爾(同時也是摩爾美式圖釘公司Moore Push-Pin Company創辦者)於1900年左右發明的。直到現今仍廣為人知的，圖釘是由一位德國的鐘錶工匠約翰·柯爾斯頓(Johann Kirsten)在1903年發明的。1904年1月8日，約翰將圖釘的專利權賣給商人奧托·林德斯泰特；值得一提的是，後來在發明者約翰‧柯爾斯頓仍然貧困的同時，奧托·林德斯泰特卻成為富豪。另一些文獻指出，圖釘也可能是奧地利工廠擁有者海因里希·賽克斯於1888年發明的。

## 物理原理
一般人皆能夠徒手將圖釘釘在特定位置，與其上部較大面積的圓蓋和尖端有關。
當手施較小的壓力於圖釘上部的圓蓋時，其尖端因面積極小得到較大的壓力而得以容易釘入特定位置，而較小的手施壓力，正代表著圖釘的上部並不會刺傷手指。